# Băița de sub Codru
Băița de sub Codru (Mosóbánya en hongrois, Washwerk en allemand) est une commune roumaine du județ de Maramureș, dans la région historique de Transylvanie et dans la région de développement du Nord-Ouest.

## Géographie
Băița de sub Codru est située au sud-ouest du județ, dans une région de collines ("Dealurile silvaniei") connue sous le nom de "Tara (pays) Codrului".
Le village est à 50 km de Baia Mare, la préfecture du județ, à la limite avec le județ de Satu Mare et celui de Sălaj.
On l'atteint par la route départementale DJ172.
La commune est composée du village de Băița de sub Codru (1 557 habitants en 2002) et de celui de Urmeniș (362 habitants en 2002).

## Histoire
La première mention écrite du village date de 1475 sous le nom hongrois de "Baicza". Băița de sub Codru est alors un fief de la famille "Dragfi" très puissante en Transylvanie. Le village d'Ulmeniș apparaît quant à lui en 1398 sous le nom de "Ormenyes".
Du XVe au XIXe siècle, une mine d'or a été exploitée à Codrul Baitei.
En 1622, les Turcs détruisent le village.
En 1847, le village avait 1 151 habitants et, en 1896, la première école voit le jour.

## Démographie
En 1910, la commune comptait 1 967 Roumains (95,7 % de la population).
En 1930, les autorités recensaient 2 074 Roumains ainsi qu'une petite communauté juive de 43 personnes qui fut exterminée par les Nazis durant la Seconde Guerre mondiale.
En 2002, la commune comptait 1 897 Roumains (98,9 %).
| 1880  | 1900  | 1910  | 1930  | 1956  | 1977  | 1992  | 2002  | 2007  |
| ----- | ----- | ----- | ----- | ----- | ----- | ----- | ----- | ----- |
| 1 769 | 2 021 | 2 056 | 2 146 | 2 510 | 2 348 | 2 070 | 1 919 | 1 852 |

## Économie
L'économie du village est basée sur l'agriculture et l'élevage. La commune compte aussi 1 857 ha de forêts.